# Псикя
Псикя (кабард.-черк. Псыкӏэ) — река в Кабардино-Балкарской Республике. Протекает по территории Зольского района.
Берёт своё начало у северного подножья Канжальского плато. Устье реки находится в 12 км по левому берегу реки Тызыл. Длина реки составляет 13 км, площадь водосборного бассейна 31,5 км².

## Данные водного реестра
По данным государственного водного реестра России относится к Западно-Каспийскому бассейновому округу, водохозяйственный участок реки — Баксан, без реки Черек. Речной бассейн реки — реки бассейна Каспийского моря междуречья Терека и Волги.
Код объекта в государственном водном реестре — 07020000712108200004680.